# CFE-CGC Énergies
 (janvier 2017).
La Fédération CFE-CGC Énergies, dite CFE Énergies,  représente le personnel d’encadrement, cadres, ingénieurs, techniciens et agents de maîtrise au sein de la branche professionnelle des industries électriques et gazières, quel que soit leur domaine d’activité (technique, clientèle, commercial…) ou la nature de leurs fonctions (expertise, management). Cette fédération appartient à la Confédération française de l'encadrement - Confédération générale des cadres.
La CFE Énergies est la première organisation syndicale représentative chez les cadres et la deuxième tous collèges confondus dans la branche professionnelle des Industries électriques et gazières en France.

## Histoire

### Chronologie
- 1938 - 19 décembre : regroupement des personnels cadres et maîtrises des Industries de l’Énergie et de l'Eau qui fondent l'UNCM (Union nationale des cadres et de la maîtrise) Eau- Gaz - Électricité.
- 1944 : l'UNCM adhère à la CGC (Confédération générale des cadres)
- 1946 - 8 avril : Loi de Nationalisation, création de EDF et de GDF[1],[2]
- 1946 - 22 juin : décret approuvant le statut national du personnel des industries électriques et gazières[3],[4]
- 1947 - janvier : création du Conseil central des œuvres sociales (CCOS) et 1ères élections
- 1949 - décembre : 2e élection des administrateurs du CCOS, l'UNCM recueille 4,2%[5]
- 1951 - 16 février : décret de dissolution du CCOS
- 1955 - 3 février : Décret qui restitue au personnel des IEG la gestion de leurs activités sociales[pas clair]. Le CCOS devient CCAS (Caisse centrale d'activités sociales)
- 1969 : l'UNCM et le SCIP (Syndicat des cadres de l'industrie du pétrole) quittent la CGC et fondent l'UCT (Union des cadres et techniciens)[6]
- 1980 : fin de la scission, ralliement de l'UCT à la CGC en janvier
- 1981 : la CGC devient la CFE-CGC lors du 25e Congrès début mai
- 1995 : l'UNCM change de nom et devient la Fédération CFE-CGC des Industries Électriques et Gazières
- 2010 - 2 juin : alliance électorale avec l'UNSA Énergie aux élections de représentativité de novembre 2010
- 2011 : 14 décembre : La fédération prend le nom de CFE-CGC Énergies
- 2012 : la CFE-CGC Énergies adhère à la Confédération européenne des syndicats
- 2012 : la CFE-CGC Énergies adhère à la fédération syndicale internationale sectorielle IndustriALL

### Histoire Revendicative
L'UNCM obtient la mise en place des Plans d’Épargne Entreprise à EDF et GDF, respectivement en 1982 et en 1984.
En 1986, l'UNCM-CGC signe le 1er accord d’intéressement d'une entreprise nationale : EDF et GDF.
En novembre 1993, la CGC signe l'Accord EDF GDF pour le Développement de l'Emploi et une Nouvelle Dynamique Sociale (ADENDS).
Le 25 janvier 1999, la CFE-CGC signe l'accord pour le développement du service public, le temps de travail et l'emploi des jeunes, souvent désigné "Accord 15 000 embauches" qui instaure notamment les 32h.
En 2006, la CFE-CGC s'oppose à la fusion de Gaz De France avec SUEZ, car cette fusion impliquait une privatisation de GDF. Le syndicat craignait une réduction de l'effectif ainsi qu'un impact négatif sur les missions de service public et sur la maîtrise des prix.
En 2010, la CFE-CGC se mobilise contre la loi NOME (Nouvelle Organisation du Marché de l'Électricité). Cette loi ayant transformé le marché de l'énergie en introduisant notamment  un « Accès Régulé à l’Électricité Nucléaire Historique » (ARENH). La commission d’enquête parlementaire sur les « raisons de la perte de souveraineté et d’indépendance énergétique de la France » de 2022/2023 a reçu de nombreux témoignages concernant cette loi. Dans son rapport la commission d'enquête fait des propositions de chantier opérationnel dans le but de réformer le marché européen et suspendre l'ARENH.
La CFE-CGC Énergies, en 2011, décide de mener une réflexion approfondie sur les enjeux énergétiques qui aboutit au "Livre Blanc des Énergies". Le Livre Blanc des Énergies est porté aux candidats à l’élection Présidentielle de 2012.

## Organisation et instances

### L'assemblée générale
L'assemblée générale est souveraine. En conséquence, elle détermine les orientations de la Fédération et détient le pouvoir statutaire. 
L'assemblée générale ordinaire se réunit normalement en congrès tous les trois ans. 

### Le conseil national
Le conseil national est l'instance d'orientation et de contrôle de la Fédération. Il décide et agit par délégation des assemblées générales entre deux réunions de celles-ci, 

### L’équipe fédérale
La Fédération est dirigée par le bureau exécutif national. Il anime :
- Le Comité de Coordination Fédérale auquel il appartient, chargé de mettre en œuvre ses décisions et d’assurer l’animation des délégués syndicaux et des présidents de syndicats.
- Les délégués fédéraux, experts, appuis et animateurs de réseaux.

### L'instance fédérale d’éthique
Instance juridictionnelle, de conseil et d'arbitrage des conflits au sein de la Fédération. 

## Alliance avec l'UNSA Énergie
En 2010, l’Union nationale des syndicats autonomes de l’énergie (UNSA Énergie) et la CFE-CGC Énergies décident de se rapprocher pour ouvrir l’offre syndicale proposée à tous les salariés des IEG et incarner un syndicalisme nouveau dans un environnement en mouvement,,.